# Dicranota (Paradicranota) martinovskyi
Dicranota (Paradicranota) martinovskyi is een tweevleugelige uit de familie Pediciidae. De soort komt voor in het Palearctisch gebied.